# Elgin (Kansas)
Elgin és una població dels Estats Units a l'estat de Kansas. Segons el cens del 2000 tenia 82 habitants.

## Demografia
Segons el cens del 2000, Elgin tenia 82 habitants, 44 habitatges, i 22 famílies. La densitat de població era de 166,6 habitants/km².
Dels 44 habitatges en un 18,2% hi vivien nens de menys de 18 anys, en un 36,4% hi vivien parelles casades, en un 6,8% dones solteres, i en un 50% no eren unitats familiars. En el 50% dels habitatges hi vivien persones soles el 29,5% de les quals corresponia a persones de 65 anys o més que vivien soles. El nombre mitjà de persones vivint en cada habitatge era d'1,86 i el nombre mitjà de persones que vivien en cada família era de 2,59.
Per edats la població es repartia de la següent manera: un 22% tenia menys de 18 anys, un 3,7% entre 18 i 24, un 17,1% entre 25 i 44, un 26,8% de 45 a 60 i un 30,5% 65 anys o més.
L'edat mediana era de 52 anys. Per cada 100 dones de 18 o més anys hi havia 73 homes.
La renda mediana per habitatge era de 14.500 $ i la renda mediana per família de 21.563 $. Els homes tenien una renda mediana de 21.250 $ mentre que les dones 14.583 $. La renda per capita de la població era de 9.993 $. Entorn del 21,1% de les famílies i el 17,9% de la població estaven per davall del llindar de pobresa.

## Poblacions més properes
El següent diagrama mostra les poblacions més properes.